# Caleniopsis
Caleniopsis is een geslacht van korstmossen dat behoort tot de orde Lecanorales van de ascomyceten. De typesoort is Caleniopsis laevigata.

## Soorten
Volgens Index Fungorum telt het geslacht twee soorten (peildatum december 2023):
| Soortnaam             | Auteur(s)                  | Publicatiejaar |
| --------------------- | -------------------------- | -------------- |
| Caleniopsis laevigata | (Müll. Arg.) Vězda & Poelt | 1987           |
| Caleniopsis tetramera | Lücking                    | 1997           |